# Sascha Zacharias
Sascha Zacharias (født 23. februar 1979 i Stockholm) er en svensk skuespillerinde, der begyndte sin karriere i Italien. Hun er datter af visesangeren Sven-Bertil Taube og skuespillerinden Ann Zacharias.
Zacharias har optrådt i mange forskellige italienske film og tv-serier, men har også medvirket i svenske filmproduktioner. I 2019 spillede hun eksempelvis titelrollen i anden sæson af tv-serien Rebecka Martinsson, som hun overtog fra Ida Engvoll.

## Udvalgt filmografi
- Skilda världar (tv-serie, 1996-1998)
- Tequila & Bonetti (tv-serie, 2000)
- Primetime Murder (2000)
- Kärlekens språk (2004)
- Raccontami (tv-serie, 2007-2008)
- Mera ur kärlekens språk (2009)
- Tatanka (2011)
- Rosenberg (kortfilm, 2013)
- Modus (tv-serie, 2015)
- Beck (tv-serie, 2016)
- Rebecka Martinsson (tv-serie, 2017-2020)
- Folk med angst (tv-serie, 2021)